# 刘骥 (足球运动员)
刘骥（1990年12月27日—），中国足球运动员，现在效力于中国足球超级联赛球队江苏舜天，司职中场。

## 职业生涯
刘骥在2009年进入江苏舜天一线队，但前几年都没有得到在联赛出场的机会。2011年7月的球员二次转会期间，刘骥从江苏舜天租借到中甲球队贵州智诚效力，租借期为半个赛季。刘骥成为贵州智诚的主力球员，赛季出场8次，贵州智诚最终在降级附加赛中点球不敌中乙联赛季军福建骏豪而降级。